# 평화문제연구소
평화문제연구소는 한반도의 통일, 북한문제에 대한 연구와 홍보활동을 통해 한반도 통일전망을 구체화하고, 국내외 기관과의 교류, 협력을 통해 사업의 효과를 증대시킴으로써 동북아 및 세계평화에 기여하기 위해 통일원 산하단체로 설립된 비영리 연구기관이다. 서울특별시 은평구 녹번동 161-5 역촌빌딩 5층에 위치하고 있다.

## 기능
- 통일.북한문제 관련 제반 사안에 대한 정책대안 연구 및 이론 개발
- 통일문제에 관한 민족적 합의도출을 위해 보수-진보, 원로-중진-소장 등의 다양한 목소리를 논의 공간에 수용하여 상호 이해를 통한 보완적 관계 정립
- 통일과정에서의 재외동포사회 역할을 중시해, 남북한 상황에 대한 재외동포들의 올바른 인식을 제고하고, 중간자로서의 역할증진을 위하여 세미나 포럼 등의 각종행사 개최 및 간행물 배포
- 국내외 연구기관들과 남북한 통일 및 동북아 평화관련 공동 프로젝트 수행
- 정부·기업·사회단체 등으로부터 연구 및 홍보용역 수탁
- 통일·북한관련 정보 및 자료 지원

## 연혁
- 1983년  3월 통일원 산하단체로서 사단법인 평화문제연구소 설립
- 1983년  7월 통일.북한문제 시사교양지 월간 <통일한국> 창간
- 1994년  1월 통일원 발간 학술연구지 <統一問題硏究> 인수, 속간
- 2007년 11월 <북한 자연·인문지리 DB구축사업> 2차년도 완료. 북한지역정보넷(www.cybernk.net) 서비스 시작
- 2008년 12월 <북한 자연·인문지리 DB구축사업> 3차년도 완료
- 2009년 10월 <북한자연.인문지리DB구축사업> 4차년도 완료

## 같이 보기
- 통일부